# ديفيد ميد (سياسي)
ديفيد ميد هو سياسي أمريكي، ولد في 22 يونيو 1976. نشط حزبياً في الحزب الجمهوري. وقد انتخب عضو مجلس نواب كنتاكي ‏.